# Matěj Forman
Matěj Forman (* 23. srpna 1964 Praha) je český výtvarník a divadelník.

## Život
Narodil se jako jedno z dvojčat Věře Křesadlové a Miloši Formanovi. Vystudoval VŠ UMPRUM – filmovou a televizní grafiku. Věnuje se divadlu, působí jako ilustrátor knih a příležitostný filmový herec, také jako pořadatel výtvarně zaměřených workshopů.

## Divadlo
V roce 1984 spolu s bratrem loutkohercem Petrem a s Milanem Formanem (1950–2018) – se kterým nejsou v příbuzenském vztahu – začali pravidelně vystupovat jako divadelní spolek „Forman a Herodes“; dodnes vzpomínané jsou tzv. „Divadelní poutě“, které byly pořádány na Střeleckém ostrově v letech 1985–1989.
Jako „Divadlo bratří Formanů“ (založené roku 1991) nastudovali, mimo jiné, představení Barokní opera, inspirované českou lidovou zpěvohrou z 18. století O komínku hravě zedníky vystavěném – a to v Divadle v Řeznické (v premiéře 21. 6. 1992). Představení bylo televizně zpracováno v dokumentu Miroslava Janka.
V roce 1994 uvedli další z lidových komedií Sedlák, čert a bába; o dva roky později, spolu s rodinou Váňovou, v čele s Evou Holubovou, uvedli v Divadle U hasičů Prodanou nevěstu.
Do let 1996–1997 se datují počátky spolupráce Divadla bratří Formanů se slavným francouzským divadlem Voliérou Dromesco, vznikl mezinárodní projekt „Bouda“ (La Baraque).
Ještě před rokem 2000 se bratři Formanové, spolu s kolektivem „mořských nomádů“, pustili do přestavby skutečné nákladní lodi v loď divadelní, pokřtěnou na loď TAJEMSTVÍ. Souběžně s prací na lodi vzniklo představení Nachové plachty, inspirované novoromantickou novelou Alexandra Grina. O realizaci celého projektu podává svědectví stejnojmenný poetický dokument Miroslava Janka.
Významným počinem tohoto divadelního seskupení je realizace představení Kráska a zvíře, uváděného na scéně Národního divadla, za které Matěj získal Cenu Alfréda Radoka v kategorii scénografie.
Dne 9. 4. 2005 měla na scéně loutkového Divadla Minor premiéru hra Klapzubova jedenáctka.
Matěj Forman se dále podílí i na scénografii a výtvarném zpracování inscenací loutkářského spolku ANPU.

## Knižní ilustrace
Z knižní ilustrační tvorby Matěje Formana lze jmenovat publikace z nakladatelství Meander:
- Jiří Stránský: Povídačky pro Klárku a „Povídačky pro moje slunce“.

Dále knihu Polívkář z Boudy autorky Bely Schenkové (nakladatelství Garamond). Z dalších ilustračních počinů to pak je Slabikář od Radka Malého a Hany Mikulenkové (nakladatelství Prodos). Na podzim 2005 ilustroval také tituly Jiřího Stránského Perlorodky a Vráti Brabence Všude je střed světa (obojí vydáno také nakladatelstvím Meander).

## Filmografie

### Scenárista
- Tom Paleček (1994) … (I.)

### Herec
- Ecce homo Homolka (1969) … Máša
- Hogo fogo Homolka (1970) … Máša
- Homolka a tobolka (1972) … Máša
- Sonáta pro zrzku (1980) … Honza
- Černošský pánbůh a Cikánská Carmen na Chmelnici (1991) (TV)
- Hloupá Augustina (1993) (SRN) … role neuvedena
- Písně ze staré Prahy (1993)
- Barokní opera (1997) (TV) … role neuvedena
- Mazaný Filip (2003)
- Vaterland – lovecký deník (2004) … Josef Willmer

### Výtvarník
- Nachové plachty (2001) … lodník

### Animace
- Nachové plachty (2001)